# Biodynamisk jordbrug (film)
Biodynamisk jordbrug er en dokumentarfilm fra 1988 af Peter Hesseldahl.

## Handling
Hvad er biodynamisk jordbrug, og hvilken naturopfattelse ligger bag? I filmen besøges større og mindre gårde, og der bringes samtaler om plantepræparater, samspillet mellem organismerne på en gård, ligesom de økonomiske forhold belyses.